# Germán Arenas y Loayza
Germán Arenas y Loayza, (Lima, 1870-Lima, 1948) abogado y político peruano. Fue presidente del Consejo de Ministros (1918-1919 y 1931-1932), ministro de Gobierno y Policía (1907-1908, 1917-1918 y 1918-1919), ministro de Hacienda y Comercio (1918) y ministro de Fomento y Obras Públicas (1931-1932). Fue también diputado por la provincia de Huari durante 17 años desde 1901 hasta 1918.

## Biografía
Fue hijo de Alejandro Arenas y Paula Loayza. Empezó sus estudios escolares en el Colegio de La Libertad, en Huaraz, y los prosiguió en el Colegio Nacional Nuestra Señora de Guadalupe, en Lima. Cursó sus estudios superiores en la Universidad Nacional Mayor de San Marcos, donde se graduó de bachiller en Jurisprudencia (1892) y se recibió como abogado. Ejerció su profesión al lado de su padre.
En 1904 se afilió al Partido Civil, y como secretario de la Junta provincial de Lima apoyó con éxito la candidatura presidencial de José Pardo y Barreda. En 1901 fue elegido diputado por Huari, reelegido en 1907 y 1913. En 1906 fue designado secretario de su cámara. Inició su carrera ministerial reemplazando a Agustín Tovar Aguilar como ministro de Gobierno; en ese complicado despacho pudo superar las dificultades que enfrentó, ya en su fase final, el primer gobierno de Pardo (1907-1908). Luego fue vicepresidente de la Cámara de Diputados (1909-1910) y miembro de la Junta Electoral Nacional representando al parlamento (1910). 
Formó parte de la junta directiva del Partido Civil, en cuya representación asistió a la asamblea nacional que acordó reconocer al general Óscar R. Benavides como presidente provisorio de la República en 1914. Por entonces gobernaba por segunda vez el presidente José Pardo, que, al igual que en su primer gobierno, le encomendó la cartera de Gobierno, la misma que rigió de julio de 1917 a febrero de 1918. Luego pasó a ejercer en el despacho de Hacienda, tras la renuncia del ministro de ese ramo, Baldomero Maldonado, incidente que estuvo relacionado con el problema suscitado por el aumento de los sueldos por el Legislativo (de febrero a mayo de 1918). Al producirse la renuncia del gabinete Tudela, asumió como presidente del Consejo de Ministros y ministro de Gobierno. Le correspondió así estar al frente del penúltimo gabinete de Pardo, de diciembre de 1918 a abril de 1919. Renunció a raíz del intento de asesinato de Augusto Durand, el líder del Partido Liberal.
Al producirse el golpe de Estado protagonizado por Augusto B. Leguía el 4 de julio de 1919, fue apresado, pero inmediatamente fue puesto en libertad por orden del ministro de Gobierno, Mariano H. Cornejo. Pero poco después fue implicado en una supuesta conspiración, siendo apresado y desterrado a Nueva York. Visitó algunas ciudades de Estados Unidos y luego pasó a  Europa, recorriendo Francia y a otros países europeos.
Al caer el régimen leguiísta en 1930 retornó a Lima y pasó a ejercer como vocal interino de la Corte Suprema de Justicia. Al inaugurarse el gobierno constitucional de Luis Sánchez Cerro en diciembre de 1931, fue investido como presidente del Consejo de Ministros y ministro de Fomento. Completaban su gabinete: Luis Miró Quesada (Relaciones Exteriores), José Manuel García Bedoya (Gobierno), Eufracio Álvarez (Justicia e Instrucción), José Cateriano (Hacienda), coronel Manuel E. Rodríguez (Guerra) y Alfredo Benavides Diez Canseco (Marina).  Su período ministerial resultó esta vez breve, pues a fines de enero del año siguiente fue reemplazado por Francisco Lanatta en la presidencia del gabinete y por Elías Lozada Benavente en la cartera de Fomento.
En 1934 fue designado vocal titular de la Corte Suprema, cargo que desempeñó hasta su jubilación.